# Преображенська вулиця (Ніжин)
Преображенська вулиця — вулиця міста Ніжина, історично сформована місцевість (район) Нове місто. Пролягає від Річкового провулка до вулиці Станіслава Прощенка.
До вулиці прилягають вулиці Полковника Обідовського, Тернавіотів, Лесі Коцюби.

## Історія
В 1921 Преображенська вулиця перейменована на вулицю Рози Люксембург — на честь польсько-німецької теоретикині марксизму Рози Люксембург.
Під час німецької окупації (1941—1943 роки), у будинку № 6 у квартирі Я. П. Батюка був штаб Ніжинської підпільної організації; встановлено меморіальну дошку. На розі вулиць Преображенської та Станіслава Прощенка розташований 2-поверховий будинок синагоги Шнеєрсона — пам'ятка архітектури місцевого значення та історії знову виявлена.
Вулиці повернули історичну назву — на честь Преображенської церкви, до якої вулиця виходить.

## Забудова
Вулиця пролягає у східному напрямку. Парна та непарна сторони вулиці зайняті садибною забудовою.
Установи: відсутні
Пам'ятники історії:
1. будинок № 4 — Будинок, де жив Михайло Бережков — історії знову виявлений
2. будинок № 5 — Будинок, де жив Микола Петровський — історії знову виявлений
3. будинок № 6 — Будинок, де жив Я. П. Батюк і був штаб Ніжинської підпільної організації — історії місцевого значення